# Bonnieux
Bonnieux is een gemeente in het Franse departement Vaucluse (regio Provence-Alpes-Côte d'Azur) en telt 1363 inwoners (2004). De plaats maakt deel uit van het arrondissement Apt.

## Geografie
De oppervlakte van Bonnieux bedraagt 50,8 km², de bevolkingsdichtheid is 26,8 inwoners per km².
Bonnieux ligt in vogelvlucht 40 kilometer zuidoostelijk van Avignon en 60 kilometer noordelijk van Marseille op de noordflank van de Luberon.

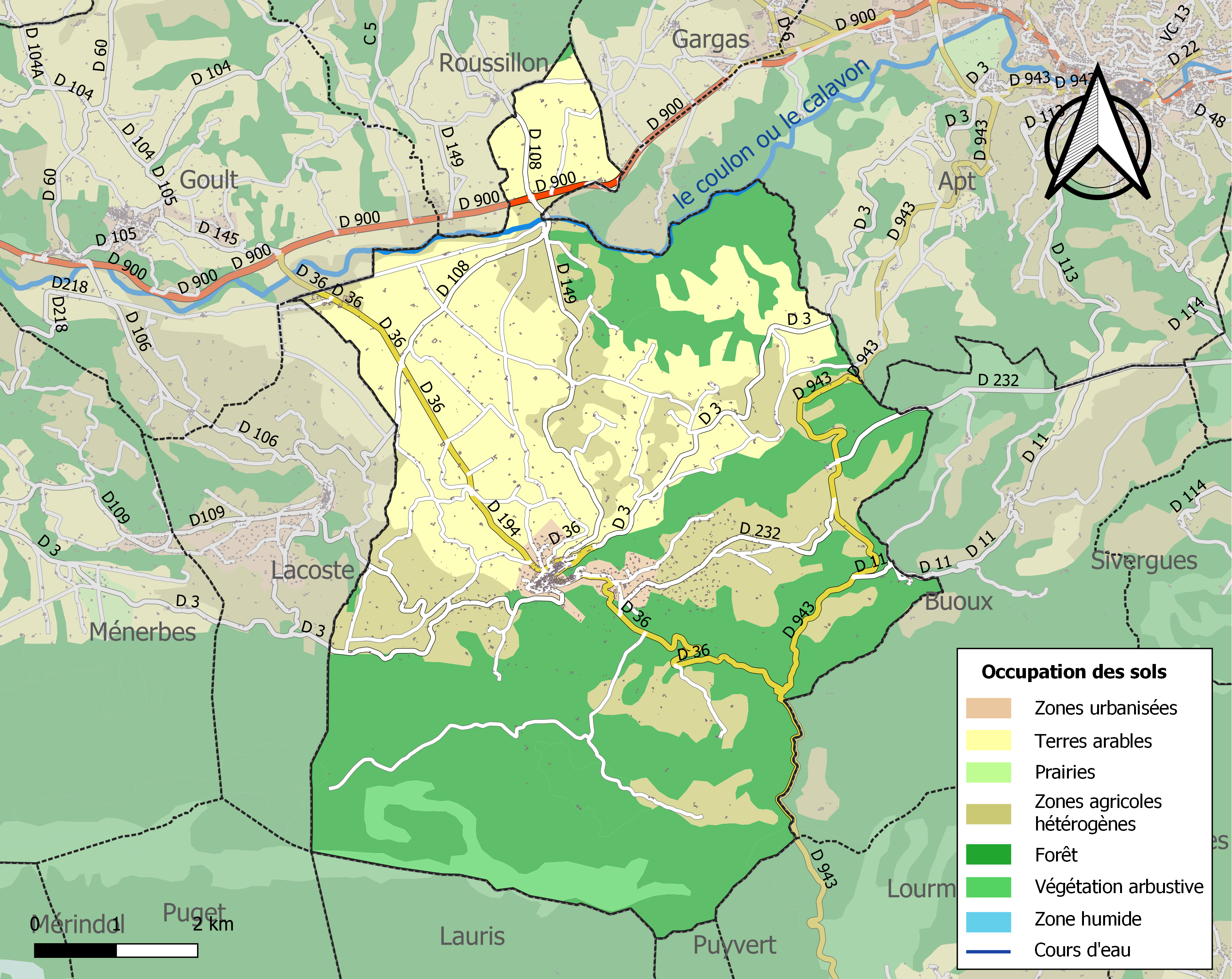
Kaart van de gemeente met de belangrijkste infrastructuur, bodemgebruik en omliggende gemeenten

## Bezienswaardigheden
Het dorp heeft een historisch centrum met smalle steegjes en oude huizen en biedt een mooi uitzicht op de omgeving. De kerk verenigt romaanse en gotische bouwelementen. Vlakbij bevindt zich het dorp Lacoste met de gelijknamige burchtruïne, die in de 18e eeuw een tijd de woonplaats van Markies de Sade was.
Ook in de buurt bevinden zich de bij toeristen zeer bekende plaatsen Roussillon en Gordes.

## Demografie
Onderstaande figuur toont het verloop van het inwonertal (bron: INSEE-tellingen).